# Mulanka

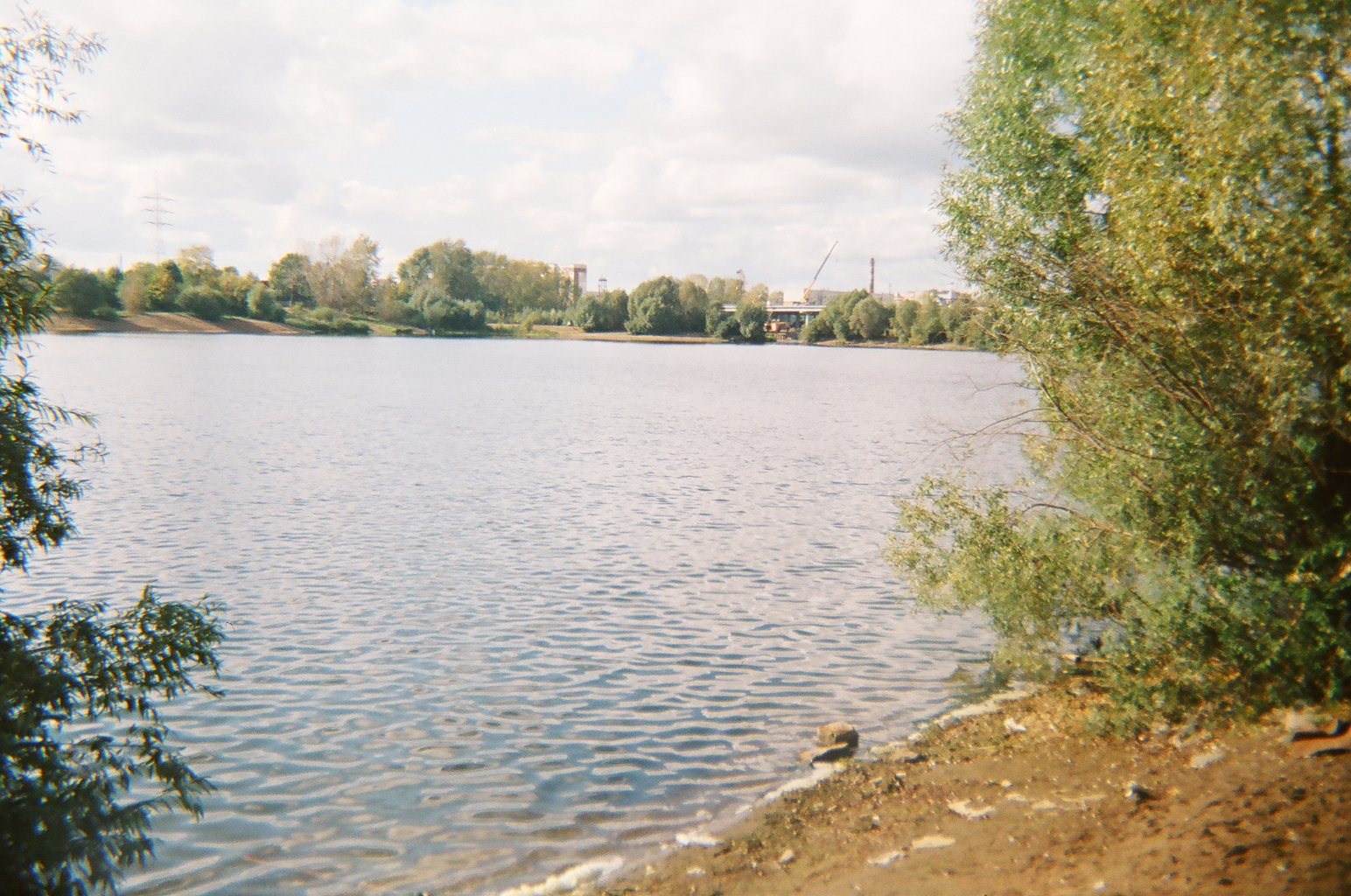
Rzeka Mulanka

Mulanka (ros. Мулянка) – rzeka w Rosji, lewy dopływ Kamy.
Długość – 52 km, powierzchnia zlewni – 460,7 km².
Główne dopływy:
- lewe: Ryż, Pyż
- prawe: Malinowka, Kamienka, Moś, Kułtajewka